# Sant Sebastià del Castell de Salses

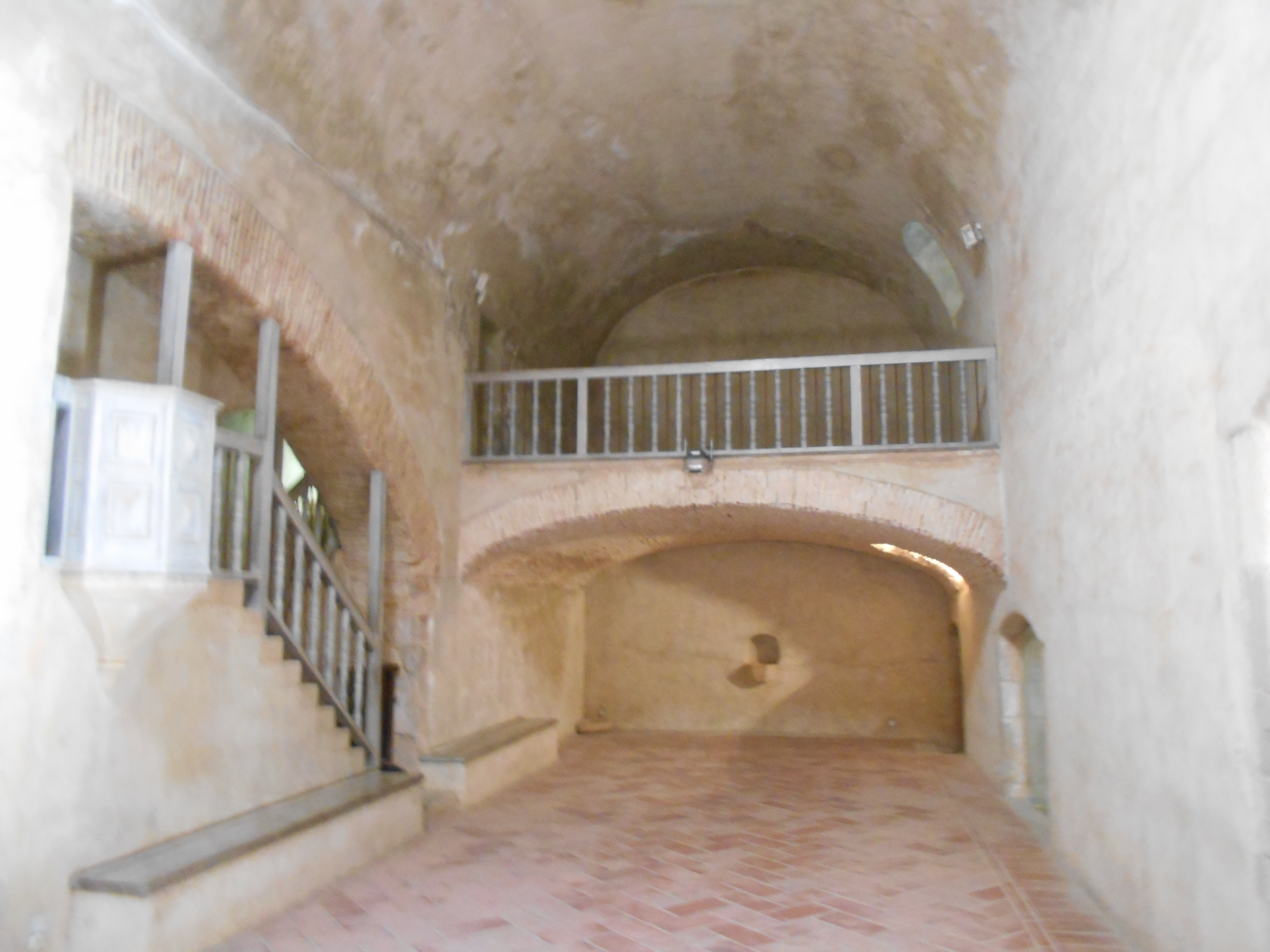
Sector meridional de la capella

Sant Sebastià del Castell de Salses és la capella del Castell de Salses, de la comuna de Salses, a la comarca del Rosselló (Catalunya del Nord).
Està situada a l'interior del Castell de Salses, entre els seus edificis de serveis, en concret, a l'angle nord-est del gran pati porticat
És una capella d'una sola nau, de planta rectangular i capçalera al nord, plana. Als peus de la nau hi ha una tribuna o cor, probablement per a ús de les autoritats militars durant la missa. L'altar major de la capella té una porta que comunica amb una de les torres d'artilleria del recinte, cosa que fa que no sempre aquesta capella tingués l'atmosfera de recolliment que s'espera dels locals consagrats.